# 화계역
화계역(華溪驛, Hwagye station)은 서울특별시 강북구 수유동에 위치한 서울 경전철 우이신설선의 지하철역이다. 역명은 화계사가 자리잡은 계곡을 예로부터 ‘꽃골'(花溪→華溪)이라고 불렀으며, 이 명칭이 지금도 일대 학교·교회 등의 시설명으로 널리 쓰이는 데에서 유래하였다.

## 역사
- 2017년 3월 2일 : 화계역으로 역명 결정[2]
- 2017년 9월 2일 : 서울 경전철 우이신설선 개통과 함께 영업 개시

## 역 구조
2면 2선의 상대식 승강장을 갖추고 있으며, 스크린도어가 설치되어 있다.

### 승강장
| 가오리 ↑ |
| \| 상    |
| ↓ 삼양   |

| 상행 | ● 서울 경전철 우이신설선 | 북한산우이 방면 |
| 하행 | ● 서울 경전철 우이신설선 | 신설동 방면     |

## 역 주변
| 나가는 곳 | 방면                                                                 |
| --------- | -------------------------------------------------------------------- |
| 1         | 강북노인종합복지관 서울수유초등학교 수유전통시장                     |
| 2         | 혜화여자고등학교 서울유현초등학교 서울정인학교 수유중학교 화계중학교 |

## 인접한 역
| 서울 경전철 우이신설선 | 서울 경전철 우이신설선   | 서울 경전철 우이신설선 |
| ---------------------- | ------------------------ | ---------------------- |
| 가오리 북한산우이 방면 | ● 서울 경전철 우이신설선 | 삼양 신설동 방면       |